# Pojata
Pojata (lit. Pajauta) – legendarna litewska księżniczka z rodu Palemonowiczów.

## Rodzina
Miała być jedyną córką księcia Kiernusa, legendarnego założycielka Kiernowa, a przez to prawnuczką Palemona. Miała wyjść za mąż za Żywibunda z rodu Centaurów (współtowarzyszy Palemona) władającego Dziawołtwą, dzięki czemu dynastia ta objęła władzę w tej części Litwy. Niektórzy dawni historycy i twórcy sylw uznawali Żywibunda za syna Kiernusa, inni sugerowali usynowienie przez Kiernusa po ślubie z Pojatą.
Według litewskich legend jej synem miał być Kukowyt, wnukiem Utenis, a prawnukiem Szwentoróg.

## Kult
Według Kroniki Bychowca po śmierci jej syn Kukowyt wzniósł bożka na jej cześć nad brzegiem jeziora Żośle. Po tym jak bożek zgnił, na jego miejscu wyrósł las lipowy, który stał się dla wyznawców mitologii litewskiej miejscem czci oddawanej księżniczce, którą uznano za boginię.
Do postaci Pojaty ma nawiązywać nazwa wsi Pajautiškės w rejonie koszedarskim. Grobem Pojaty nazywane jest niewielkie wzgórze we wsi Guronys w rejonie koszedarskim; wzgórze położone jest dwa kilometry od Pajautiškės i kilometr od jeziora Żośle (nad tym jeziorem położona jest miejscowość Żośle). Ludowa etymologia wywodzi nazwa wzgórza również od księżniczki Pojoty, żony księcia Zasława, lub wojownika Pajautasa.